# Zeynəb Xanlarova
Zeynəb Yəhya qızı Xanlarova (ros. Зейнаб Яхъя кызы Ханларова, Zejnab Jachja kyzy Chanłarowa; ur. 28 grudnia 1936 w Baku) – radziecka i azerska śpiewaczka operowa śpiewająca sopranem. Ludowy Artysta ZSRR, Azerbejdżanu i Armenii.

## Życiorys
Urodziła się 28 grudnia 1936 w Baku jako najmłodsza z pięciorga dzieci. W 1956 ukończyła Wyższą Szkołę Pedagogiczną, w 1961 zaś Szkołę Muzyczną i została solistką Azerbejdżańskiego Państwowego Akademickiego Teatru Opery i Baletu.
Członkini Rady Najwyższej Azerbejdżańskiej SRR i Zgromadzenia Narodowego Azerbejdżanu.

## Twórczość
Śpiewała w operach Üzeyira Hacıbəyova i Müslüma Maqomayeva, a także wykonywała azerską muzykę muğam. Z wielkimi sukcesami wykonuje również muzykę estradową, śpiewając w wielu językach.

## Nagrody i odznaczenia
- Ludowy Artysta Azerbejdżańskiej SRR, 1975[1]
- Ludowy Artysta ZSRR, 1980[1]
- Ludowy Artysta Armeńskiej SRR
- Order Przyjaźni Narodów (ZSRR)
- Order „Znak Honoru” (ZSRR)
- Order Heydəra Əliyeva (Azerbejdżan)
- Order Niepodległości (Azerbejdżan)
- Order Sława (Azerbejdżan)